# CHASE/チェイス 猛追
『CHASE/チェイス 猛追』（チェイス もうつい、Last Seen Alive）は、2022年のアメリカ合衆国のアクションスリラー映画。ジェラルド・バトラー主演兼製作、ブライアン・グッドマン監督、マーク・フリードマン脚本。
行方不明の妻を捜すために自ら法の裁きを受ける男を追う物語。

## ストーリー
ビジネスマンのウィルは妻のリサを車で実家に送り届けていたが、途中で立ち寄ったガソリンスタンドでリサが忽然と姿を消してしまう。
誘拐だと直感したウィルは警察に通報し、捜索を依頼するが、その粗暴な態度から逆にDVや犯行を疑われる。しかし、防犯カメラでリサに親しく話しかける男の存在を知ったウィルは単独でリサの行方を捜す。

## キャスト
※括弧内は日本語吹替
- ウィル・スパン：ジェラルド・バトラー（山野井仁）

ビジネスマン。不動産開発をしている。
- リサ・スパン：ジェイミー・アレクサンダー（園崎未恵）

ウィルの妻。行方不明となる。
- ピーターソン：ラッセル・ホーンズビー（間宮康弘）

刑事。リサの事件を担当する。
- ナックルズ：イーサン・エンブリー（江原実）

便利屋。リサの幼馴染。
- オスカー：マイケル・アービー

ガソリンスタンドの店員。嘘をつくなど不審なことをする。
- アンナ・アダムス：シンディ・ホーガン（目次里美[4]）

リサの母。
- バリー・アダムス：ブルース・アルトマン（英語版）

リサの父。